# Aythya fuligula

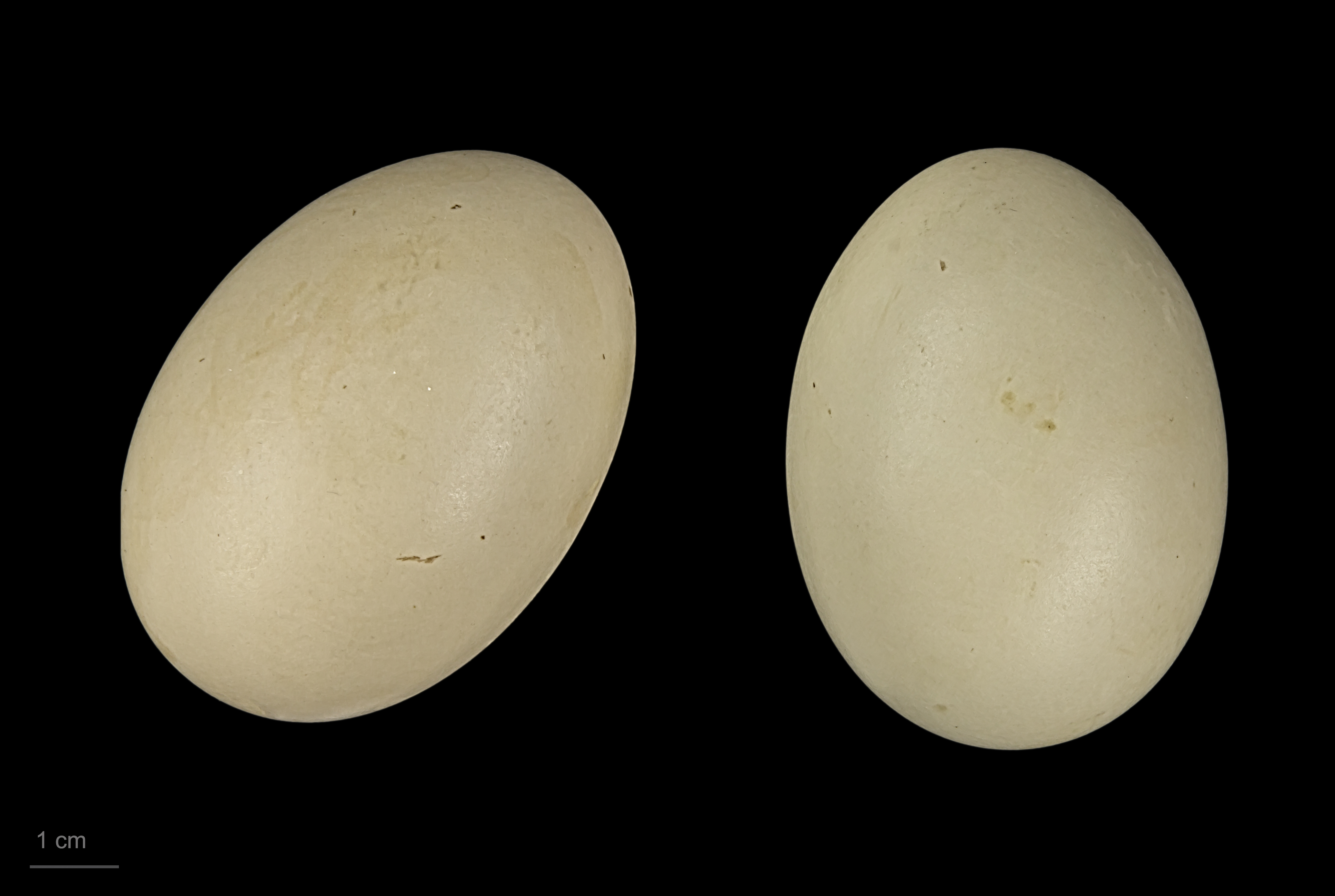
Aythya fuligula

La  moretta o moretta eurasiatica  (Aythya fuligula, Linnaeus 1758) è un uccello anseriforme appartenente alla famiglia degli Anatidi.

## Sistematica
Si tratta di una specie monotipica in quanto non presenta sottospecie.

## Aspetti morfologici
Il maschio adulto è tutto nero ad eccezione dei fianchi bianchi e del becco grigio-azzurro. Ha un ciuffo ben visibile sulla testa, cosa che ha dato a questa specie il nome inglese di Tufted Duck, anatra dal ciuffo.
La femmina adulta è bruna con i fianchi più pallidi e si confonde più facilmente con altre anatre tuffatrici. In particolare, alcune hanno una zona bianca intorno alla base del becco che ricorda altre specie di moretta, sebbene il bianco non sia mai così carico come in quest'altre anatre.
L'unica altra anatra confondibile con la moretta è il maschio di moretta dal collare nordamerica, che ha comunque una forma della testa diversa, è priva di ciuffo e ha i fianchi grigiastri.

## Distribuzione e habitat
La moretta è un uccello migratore e nidifica largamente in tutta l'Eurasia temperata e settentrionale. Si può osservare occasionalmente anche come visitatrice invernale sia sulle coste degli Stati Uniti che su quelle del Canada. Si crede che abbia allargato il suo areale tradizionale in seguito all'aumento della disponibilità di acque dolci dovuta all'estrazione di ghiaia e alla diffusione di cozze d'acqua dolce, il suo cibo preferito. Queste anatre sono migratrici nella maggior parte del loro areale e svernano nelle regioni più miti dell'Europa meridionale e occidentale, dell'Asia meridionale e, per tutto l'anno, in quasi tutto il Regno Unito. In inverno, sulle acque aperte, possono formare grandi stormi.
Il loro habitat di nidificazione è nei pressi delle paludi e dei laghi con abbondanza di vegetazione per nascondere il nido. Si trovano anche sulle lagune costiere, sulle coste del mare e sugli stagni riparati.

### Cibo ed Alimentazione
Questi uccelli si nutrono soprattutto immergendosi, ma possono anche rimanere in superficie. Mangiano molluschi, insetti acquatici e alcune piante e qualche volta si nutrono di notte.

### Riproduzione
Nidifica in primavera. 

## Status e conservazione
La moretta eurasiatica è una delle specie cacciabili secondo l'art. 18 comma 1 della legge n. 157/1992.